# Wacław Tokarz

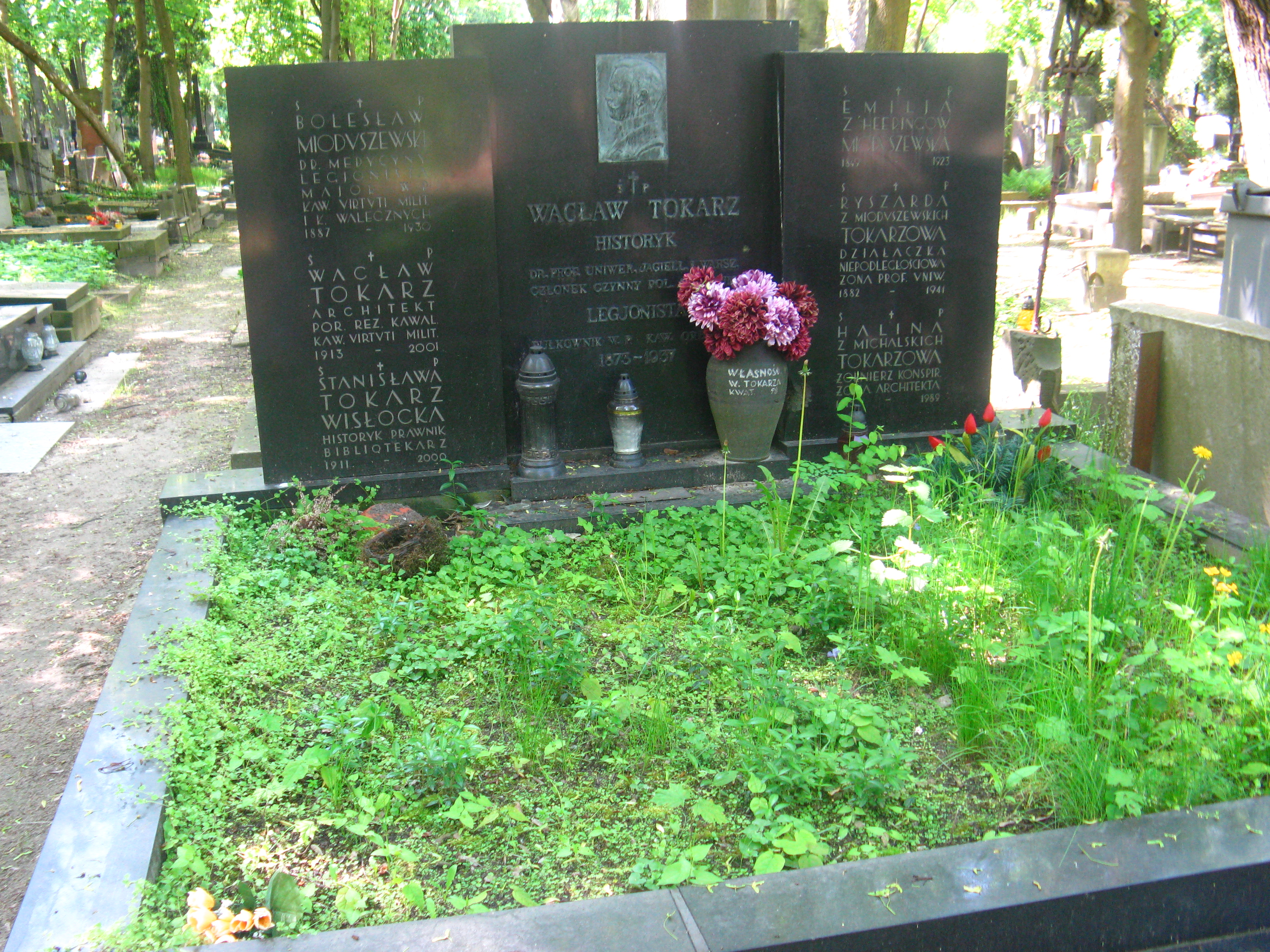
Nagrobek rodziny Tokarzów na warszawskich Powązkach

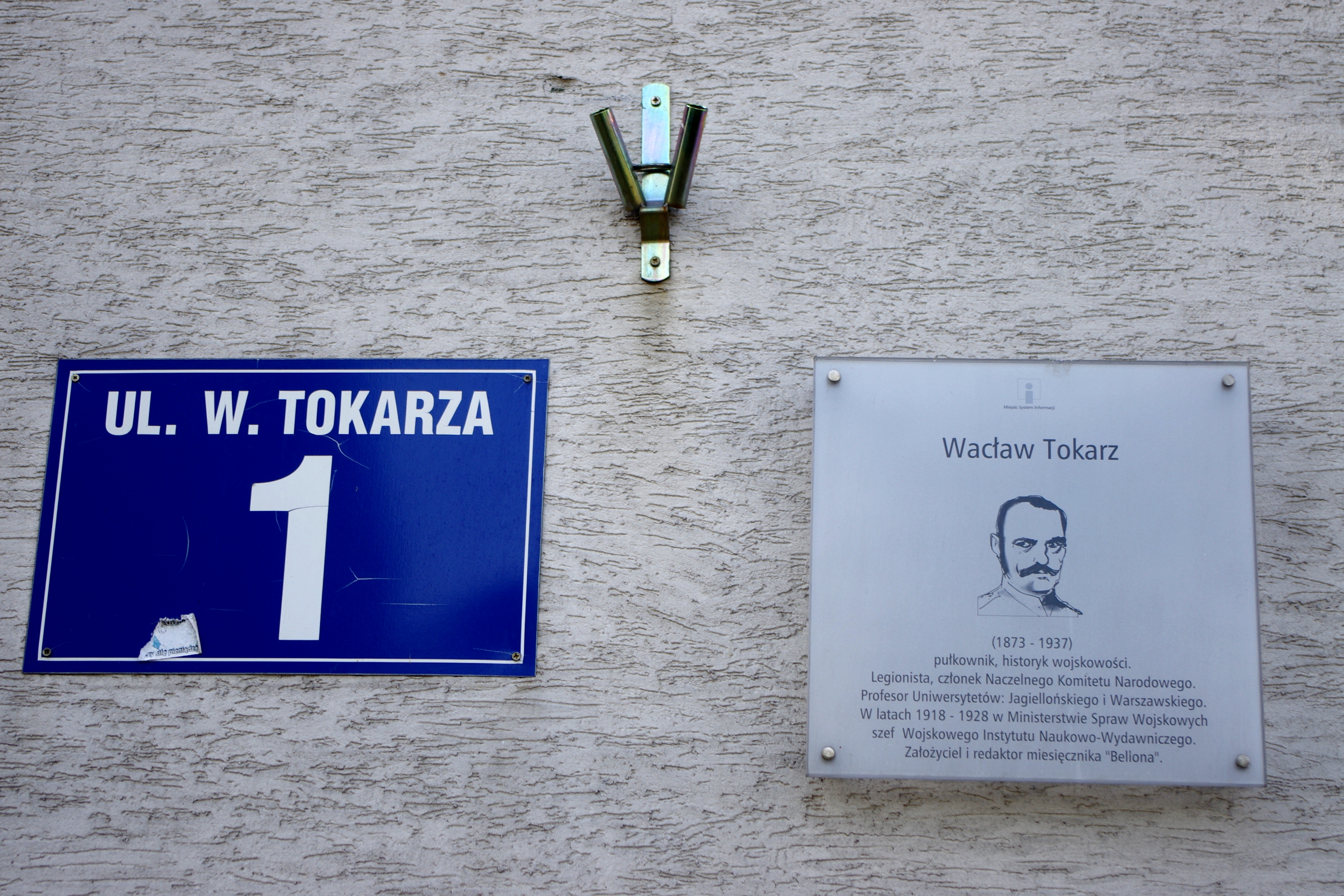
Ulica Wacława Tokarza na warszawskim Bródnie oraz tablica Miejskiego Systemu Informacji upamiętniająca patrona ulicy

Wacław Tokarz (ur. 7 czerwca 1873 w Częstochowie, zm. 3 maja 1937 w Warszawie) – polski historyk powstań narodowych i wojskowości, profesor Uniwersytetu Jagiellońskiego i Uniwersytetu Warszawskiego, dydaktyk, propagator metody szczegółowej w badaniach historycznych, pułkownik piechoty Wojska Polskiego, członek Koła Krakowskiego Towarzystwa Historycznego, członek tymczasowego zarządu Polskiego Skarbu Wojskowego w 1912.

## Życiorys
Od najmłodszych lat zaczął interesować się historią, poczynając od działalności w szkolnym kółku historycznym. W 1892 roku, po ukończeniu gimnazjum częstochowskiego, rozpoczął studiowanie historii na UJ. Wkrótce porzucił historię na rzecz chemii, którą zajmował się ok. 4 lat. Nabawił się jednak alergii na środki chemiczne, dlatego też zdecydował się powrócić na studia historyczne. Ukończył je w 1902, doktoryzując się u Wincentego Zakrzewskiego pracą pt. Ze studiów nad sejmem walnym za Zygmunta Augusta. Był członkiem Ligi Narodowej w latach 1900–1909.
W 1906 habilitował się nagrodzoną przez Akademię Umiejętności pracą pt. Ostatnie lata Hugona Kołłątaja. W tym czasie nauczał historii w gimnazjum żeńskim Kaplińskiej w Krakowie. Wkrótce po śmierci Karola Potkańskiego (1908) objął katedrę historii powszechnej i austriackiej oraz tym samym otrzymał tytuł profesora. W 1911 roku ukończył, poprzedzoną wnikliwym przejrzeniem archiwów moskiewskich, pracę pt. Warszawa przed wybuchem powstania 17 kwietnia 1794 roku. Praca ta powoduje skoncentrowanie się zainteresowań Tokarza wokół tematu powstań. Osiągnął tytuł profesora zwyczajnego.
Podejmowanie zagadnienia powstań przyciągało rzesze młodzieży działającej w ruchu strzeleckim na seminaria i wykłady Tokarza. Historyk ten wykształcił wielu w przyszłości mających się zasłużyć historyków, jak np. Stanisława Herbsta. Styczność Tokarza z ruchem strzeleckim spowodowała jego zainteresowanie się poczynaniami Piłsudskiego. Wkrótce Tokarz objął prezesurę koła Drugiej Krakowskiej Drużyny Strzeleckiej. Współtworzył także  Komisję Skonfederowanych Stronnictw Niepodległościowych. Mając styczność z samym Piłsudskim wprowadził jego idee na UJ.
W 1914 roku wstąpił ochotniczo do wojska. Pełnił funkcję zastępcy szefa Departamentu Wojskowego NKN. Od 1915, jako aspirant, został żołnierzem Legionów Polskich. Był zastępcą Komisarza Głównego i członkiem Rady Polskiej Organizacji Narodowej w 1914 roku. W trakcie wojny zbliżył się do obozu Władysława Sikorskiego. W 1917 został mianowany podporucznikiem. W tym samym roku wydał Armię Królestwa Polskiego 1815–1830. W tym okresie nauczał w szkołach podchorążych w Kamieńsku i w Kozienicach. Był pracownikiem Biura Komisji Wojskowej Tymczasowej Rady Stanu.
Po zakończeniu I wojny światowej Tokarz pozostał w wojsku. W 1920 został mianowany kapitanem. Pełnił służbę na stanowisku kierownika Wojskowego Instytutu Naukowo-Wydawniczego, pozostając oficerem nadetatowym 14 Pułku Piechoty. Redagował Biblioteczkę Legionisty i Bellonę.
Z dniem 14 kwietnia 1921 jako urzędnik wojskowy V rangi został przeniesiony do służby naukowo-oświatowej w stopniu pułkownika służby naukowo-oświatowej. Po zniesieniu służby naukowo-oświatowej został przeniesiony do korpusu oficerów piechoty. 3 maja 1922 został zweryfikowany w stopniu pułkownika ze starszeństwem z 1 czerwca 1919 i 134. lokatą w korpusie oficerów zawodowych piechoty. Z tego okresu pochodzą prace pt. Bitwa pod Ostrołęką (1922) i Sprzysiężenie Piotra Wysockiego i noc listopadowa (1925).
Jako członek specjalnej komisji do zbadania zarzutów Piłsudskiego co do Wojskowego Biura Historycznego, przyczynił się do ich uchylenia. Tym samym w 1927 roku został zmuszony do przejścia w stan spoczynku. Z tego powodu podjął pracę na UW. W 1928, po śmierci Władysława Smoleńskiego, objął tam katedrę nowożytnej historii Polski. W tym czasie wydał swoją najbardziej znaną pracę pt. Wojna polsko-rosyjska 1830 i 1831 roku (1928), w której podjął się szerokiej polemiki z dotychczasowymi ustaleniami historyków, zwłaszcza wobec dzieła rosyjskiego historyka wojskowości gen. Aleksandra K. Puzyrewskiego (Wojna  polsko-ruska  1831  r., wyd. Warszawa  1899). Z tego okresu pochodzi także Insurekcja Warszawska 17 i 18 kwietnia 1794 roku (1934), którą uważa się powszechnie za najbardziej ciekawą i dojrzałą z prac Tokarza. Na UW rozwinął także prace edytorskie, wydając np. Pomniki Prawa Rzeczypospolitej Krakowskiej 1815–1848.
Jednak starania te przerwała śmierć 3 maja 1937. Został pochowany 7 maja 1937 na cmentarzu Powązkowskim w Warszawie (kwatera 98-5-1,2).

## Uczniowie
Do grona jego uczniów zaliczają się: Eugenia Brańska, Janusz Durko, Rafał Gerber, Stanisław Herbst, Henryk Jabłoński, Maksymilian Meloch, Adam Moraczewski, Ksawery Świerkowski.

## Ordery i odznaczenia
- Krzyż Komandorski Orderu Odrodzenia Polski (28 kwietnia 1926)[18]
- Krzyż Niepodległości (19 grudnia 1933)[19]
- Krzyż Oficerski Orderu Odrodzenia Polski (2 maja 1922)[20][21]
- Krzyż Walecznych
- Oficer Orderu Legii Honorowej (Francja)
- Kawaler Orderu Legii Honorowej (Francja, 28 maja 1921)[22]